# Dinéault
Dinéault (en bretó Dineol) és un municipi francès, situat a la regió de Bretanya, al departament de Finisterre. L'any 2006 tenia 1.699 habitants.

## Demografia
| 1962                                       | 1968  | 1975  | 1982  | 1990  | 1999  |
| ------------------------------------------ | ----- | ----- | ----- | ----- | ----- |
| 1.517                                      | 1.364 | 1.520 | 1.661 | 1.550 | 1.391 |
| Des de 1962: població sense dobles comptes |       |       |       |       |       |

## Administració
| Període | Identitat     | Partit |
| ------- | ------------- | ------ |
| 2001-   | Michel Cadiou |        |